# 純血鬼爛
『純血鬼爛』（じゅんけつきらん）は、死蝋月比古の1作目のアルバム。2008年3月7日にアルカンジェロから発売された。

## 概要
- 畑亜貴が参加しているアコースティックユニット「死蝋月比古」の初のアルバム。
- 作詞、作曲、編曲は、畑亜貴が担当している。

## 収録曲
- 作詞、作曲、編曲は畑亜貴が担当している。

1. 純血鬼爛
2. 窓の化石
3. 澱
4. 瓦礫の正体（Instrumental）
5. とりこ
6. 虚像
7. 咎なき日々
8. 治まる御代の（Instrumental）
9. だから愚かな
10. 夢見たさに夢を見た（Instrumental）
11. 許さない
12. 逆もまた真なり
13. 逆もまた真なり（Instrumental）